# Старосалтівський район

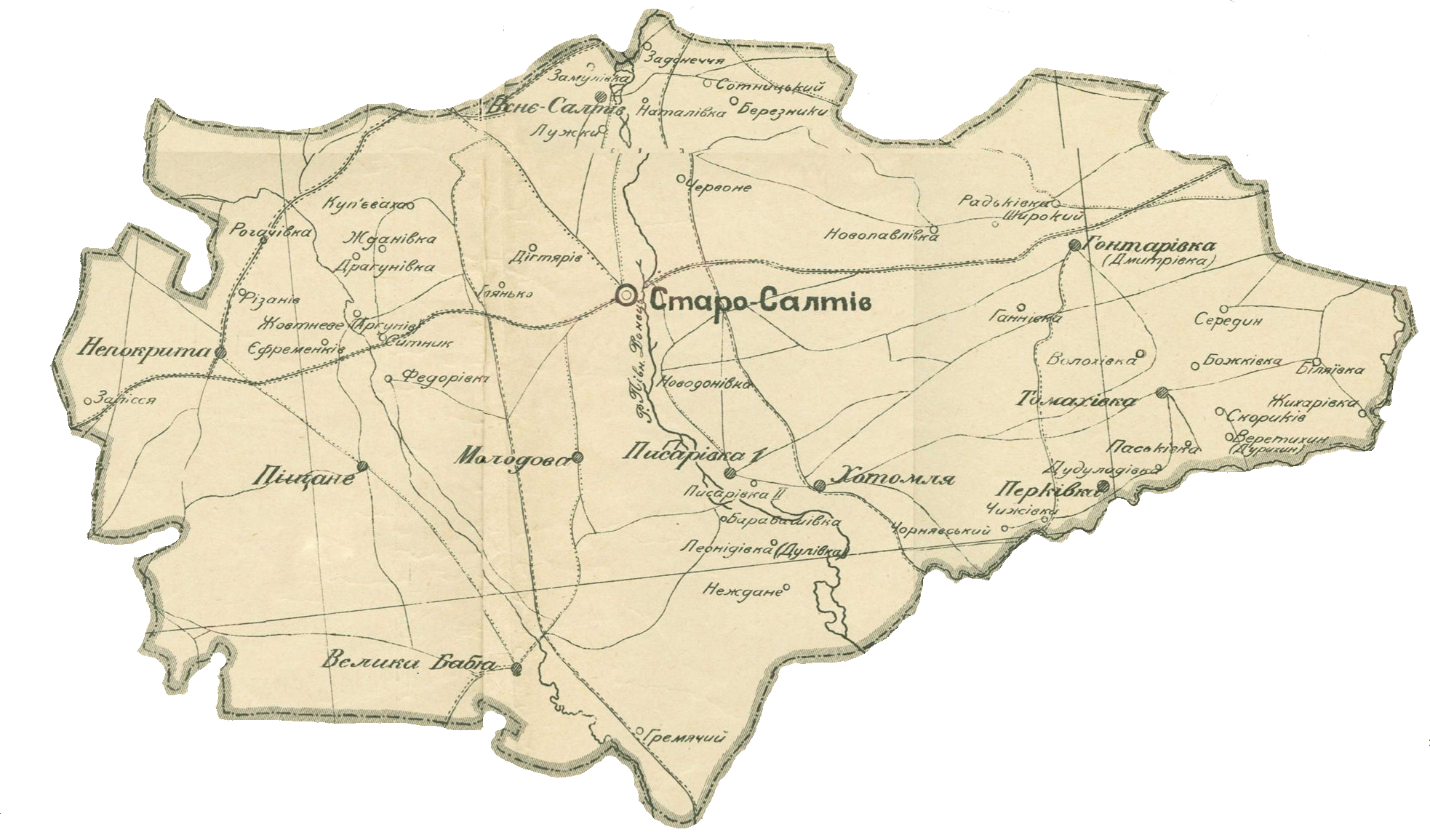
Карта району на 1 січня 1927 року

Старосалтівський район — колишній район на північному сході Харківської області з адміністративним центром у селі Старий Салтів. Район був утворений у 1923 році на території колишнього Вовчанського повіту, був ліквідований у 1963 році. Його територія ввійшла до Вовчанського та Чугуївського районів. 

## Адміністративний устрій
Район адміністративно-територіально поділявся на 11 сільських рад. 
Список сільських рад на момент утворення району у 1923 році:
| Назва сільради                 | Кількість господарств | Кількість осіб в них |
| ------------------------------ | --------------------- | -------------------- |
| Великобабчанська сільська рада | 927                   | 4334                 |
| Верхнєсалтівська сільська рада | 877                   | 4152                 |
| Гонтарівська сільська рада     | 354                   | 1789                 |
| Молодівська сільська рада      | 403                   | 2056                 |
| Непокритянська сільська рада   | 888                   | 4734                 |
| Перківська сільська рада       | 107                   | 582                  |
| Піщанська сільська рада        | 577                   | 2736                 |
| Писарівська сільська рада      | 330                   | 1589                 |
| Старосалтівська сільська рада  | 1197                  | 5272                 |
| Томахівська сільська рада      | 249                   | 1410                 |
| Хотімлянська сільська рада     | 880                   | 4140                 |

## Голови райвиконкому
Про голів райвиконкому збереглися лише уривчасті данні.
- 1923 Преображенський Олексій Іванович
- 1924 Стеценко Микола Тихонович[2].